# Crossidium
Crossidium là một chi rêu trong họ Pottiaceae.